# Anatole restricta
Anatole restricta är en fjärilsart som beskrevs av Talbot 1928. Anatole restricta ingår i släktet Anatole och familjen Riodinidae. Inga underarter finns listade i Catalogue of Life.